# ویل کوئرور
ویل کوئرور (انگلیسی: Wiel Coerver; ۳ دسامبر ۱۹۲۴ – ۲۲ آوریل ۲۰۱۱) بازیکن فوتبال اهل پادشاهی هلند بود.
از باشگاه‌هایی که در آن بازی کرده‌است می‌توان به باشگاه فوتبال رودا جی‌سی کرکراد اشاره کرد.

## افتخارات
باشگاه فوتبال فاینورد
- لیگ برتر فوتبال هلند: ۷۴–۱۹۷۳
- لیگ اروپا: ۷۴–۱۹۷۳